# Parafia Najświętszej Maryi Panny Matki Kościoła w Czausach
Parafia Najświętszej Maryi Panny Matki Kościoła w Czausach – rzymskokatolicka parafia znajdująca się w archidiecezji mińsko-mohylewskiej, w dekanacie mohylewskim, na Białorusi. Parafię prowadzą pijarzy.

## Historia
Po 1612 został zbudowany kościół i klasztor karmelitów w Czausach. Należał on wówczas do diecezji smoleńskiej. Po wojnie polsko-rosyjskiej z lat 1654–1667 przez pewien czas parafia pozostawała bez duszpasterza, później do Czaus wrócili karmelici. W 1832 władze carskie skasowały klasztor za organizowanie przez karmelitów procesji religijnych i patriotycznych podczas powstania listopadowego. Kościół został wówczas filią parafii w Czerykowie, jednak jeszcze w XIX w. został on odebrany katolikom i zamieniony na cerkiew prawosławną. Pod koniec XIX w. w całym powiecie czauskim istniały dwa kościoły katolickie: w Radomlu i Rasnie.
Parafia odrodziła się w 1906 po ukazie tolerancyjnym cara Mikołaja II. W 1913 zakończono budowę kościoła, który otrzymał wezwanie Najświętszej Maryi Panny Królowej. Świątynia mieściła się przy dzisiejszej ul. Proletariackiej, w miejscu obecnej siedziby Biełahraprambanku. Po rewolucji październikowej nastąpił okres prześladowań religijnych. W tym okresie w czauskiej parafii pracowało trzech księży:
- ks. Wiktor Gogolewski (1915 - 1920) - zmarł na tyfus, którym zaraził się podczas posługi choremu
- ks. Mikołaj Koncewicz (1923 - 1928) - administrator
- ks. Józef Łukjanin (1928/9 - 1929).

Zakończenie działalności parafii nastąpiło 30 września 1929, gdy aresztowano ks. Łukjanina, który następnie został zesłany do łagrów i tam rozstrzelany. Kościół został zniszczony w 1944.
Parafia ponownie zaczęła funkcjonować po upadku komunizmu. 17 grudnia 1994 odprawiono pierwszą mszę świętą w domu prywatnym. Od wiosny 1995 nabożeństwa odbywały się regularnie na cmentarzu, a zimą w domu prywatnym. W 1996 zakupiono dom przy ul. Frunzego, w którym urządzono kaplicę. W latach 1999–2002 zbudowano kościół przy ul. Mohylewskiej. 1 czerwca 2002 konsekrował go arcybiskup mińsko-mohylewski kard. Kazimierz Świątek. Od 5 sierpnia 2007 parafię prowadzą pijarzy.

## Bibliografia

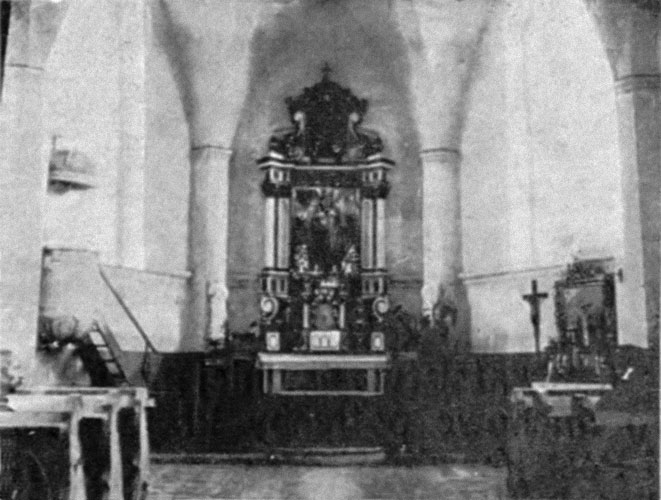
Wnętrze kościoła z 1913